# Amar Musić
Amar Musić (né le 21 mars 1987 à Sarajevo) est un haltérophile croate.

## Palmarès

### Jeux Olympiques
- 2016 à Rio de Janeiro
  - 14e en moins de 85 kg

### Championnats d'Europe
- 2017 à Split
  - 15e en moins de 85 kg